# Diego Martín (Schauspieler)

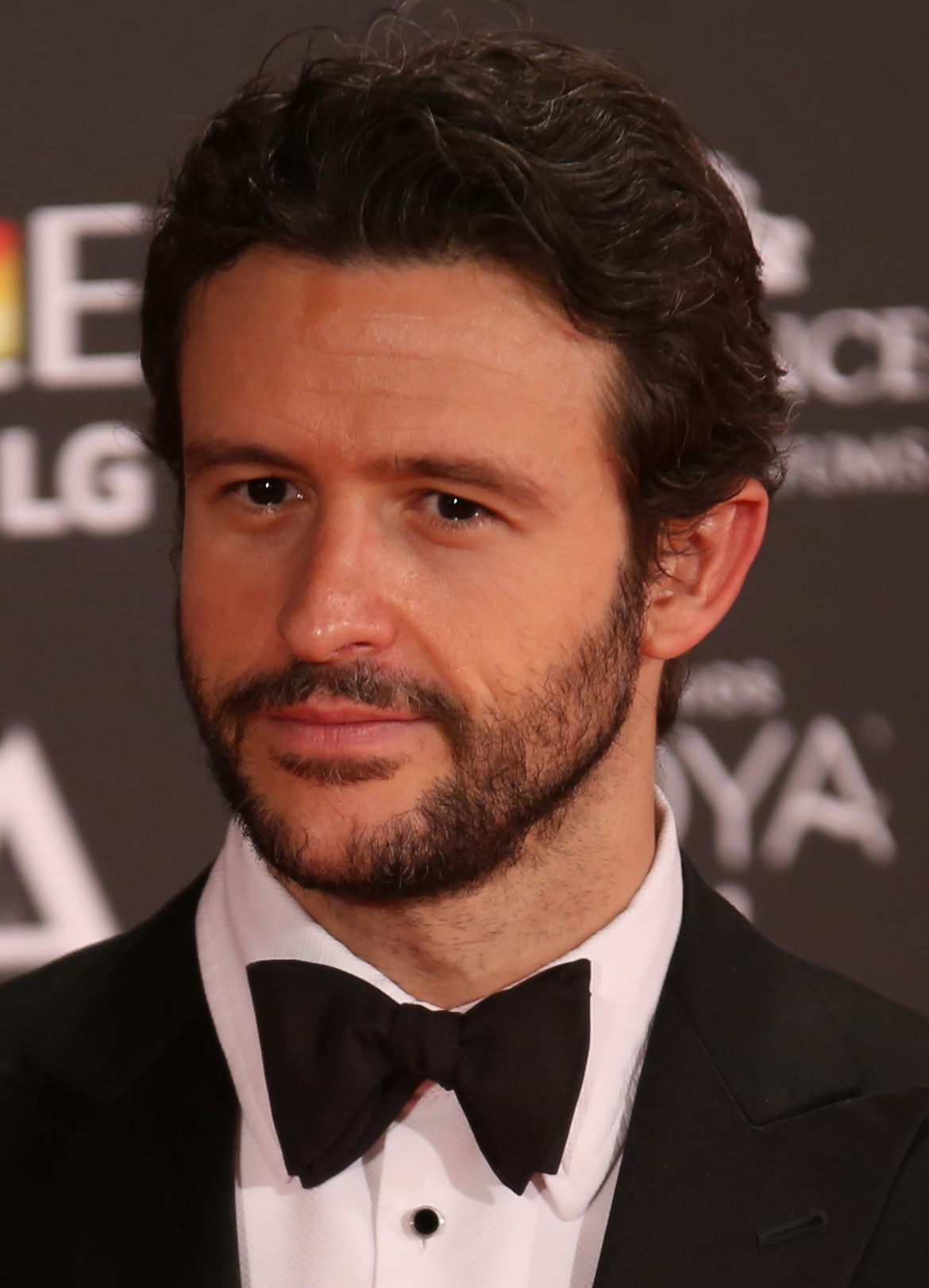
Diego Martín (2017)

Diego Martín Gabriel (* 21. September 1974 in Madrid) ist ein spanischer Schauspieler.

## Leben und Karriere
Diego Martín wuchs in Valladolid auf. Sein Bruder Jacobo ist ebenfalls Schauspieler.
Martín spielte von 2003 bis 2006 in der spanischen Sitcom Aquí no hay quien viva die Rolle des Carlos. 2012 spielte er im dritten Teil der [●REC]-Reihe – mit dem Titel REC 3: Genesis – die Rolle des Koldo.

## Filmografie (Auswahl)
- 1998: Resultado final
- 1999: Periodistas (Fernsehserie, eine Folge)
- 1999: Compañeros (Fernsehserie, eine Folge)
- 2000–2003: Policías, en el corazón de la calle (Fernsehserie, 83 Folgen)
- 2003: 7 vidas (Fernsehserie, eine Folge)
- 2003: Una nueva vida (Fernsehserie, 4 Folgen)
- 2003: Paraíso (Telenovela, eine Folge)
- 2003: Días de fútbol
- 2003–2006: Aquí no hay quien viva (Sitcom, 56 Folgen)
- 2004: Art Heist
- 2004–2005: De moda (Fernsehserie, 23 Folgen)
- 2006: Los Borgia
- 2007: Días de cine
- 2007: Un buen día lo tiene cualquiera
- 2007: Mataharis
- 2007: Die Wächter der Apokalypse (El último justo)
- 2007–2009: Hermanos & detectives (Fernsehserie, 26 Folgen)
- 2010: Pájaros de papel
- 2010: Una hora más en Canarias
- 2010: Drei Meter über dem Himmel (Tres metros sobre el cielo)
- 2010–2011: Doctor Mateo (Fernsehserie, 17 Folgen)
- 2011: Amigos...
- 2012: REC 3: Genesis (REC 3: Génesis)
- 2014: Un Village Français – Überleben unter deutscher Besatzung (Un Village Français, Fernsehserie, 1 Folge)
- 2014–2016: Velvet (Galerías Velvet, Fernsehserie, 44 Folgen)
- 2021–2022: Élite (Fernsehserie, 19 Folgen)